# Jay Rockefeller
John Davison (Jay) Rockefeller IV (New York, 18 juni 1937) is een Amerikaanse politicus. Van 1985 tot 2015 was hij Democratisch senator voor de staat West Virginia. Daarvoor was hij van 1977 tot 1985 gouverneur van West Virginia.
Hij is de achterkleinzoon van olietycoon John D. Rockefeller en in zijn tijd als senator de enige actieve politicus uit de zes generaties tellende Rockefeller-dynastie. Hij is ook de enige Democraat uit dit Republikeinse geslacht.

## Achtergrond
Rockefeller studeerde in 1961 af aan de Harvard-universiteit met een bachelor in talen en geschiedenis van het Verre Oosten, nadat hij drie jaar Japans had gestudeerd aan de Internationale Christelijke Universiteit van Tokio.
Na zijn afstuderen diende Rockefeller in het Peace Korps in Washington D.C., waar hij een vriendschap aanging met Robert F. Kennedy. Hij werkte als operationeel directeur van een groot Amerikaans overheidproject in de Filipijnen.
Sinds 1967 is Rockefeller getrouwd met Sharon Percy, dochter van een voormalige senator van de staat Illinois. Samen hebben zij vier kinderen.

## Politieke carrière
In 1966 werd Rockefeller gekozen in het Huis van Afgevaardigden van de staat West Virginia. Hij won de Democratische nominatie voor het gouverneurschap in 1972, maar verloor van de zittende gouverneur. Daarna werd hij hoofd van de West Virginia Wesleyan College. Dit bleef hij tot 1976, omdat hij toen wel de strijd om het gouverneurschap won. In die jaren was er sprake van grote werkloosheid in West Virginia - 15 tot 20 procent - omdat verschillende kolenmijnen en -centrales moesten sluiten.
In 1984 werd Rockefeller gekozen in de Amerikaanse Senaat. Hierna zou hij nog vier keer herkozen worden (1990, 1996, 2002, 2008). In 2014 liet hij weten zich niet herkiesbaar te stellen bij de senaatsverkiezingen in november 2014. Hij was gedurende zijn periode in de Senaat tweemaal hoofd van het de senaatscommissie betreffende veteraanaangelegenheden.
In 1992 was Rockefeller penningmeester van de Democratische partij en overwoog om zich beschikbaar te stellen voor het presidentschap, maar haakte af na overleg met adviseurs. Hij steunde toen Bill Clinton als de Democratische kandidaat.
In 1993 was Rockefeller samen met senator Ted Kennedy de drijvende kracht achter de hervormingsplannen voor de gezondheidszorg van president Clinton en zijn vrouw Hillary. Deze hervormingen vonden echter geen doorgang, onder andere vanwege de druk uit het bedrijfsleven.
In 2002 bracht Rockefeller een officieel bezoek aan verschillende landen in het Midden-Oosten, waarbij hij uitgebreid in discussie ging over militaire intenties van de Verenigde Staten. In november 2005 zou hij in een interview zeggen dat hij in januari 2002 al tegen de verschillende Arabische leiders had gezegd dat hij van mening was dat het “voor president Bush allang vaststond dat er een oorlog tegen Irak zou komen. Deze lijn stond kort na 11 september al vast.” Rockefeller was een van de 77 senatoren die voor de oorlog tegen Irak stemde. Als voorzitter van de Senaatscommissie voor de Inlichtingendiensten was Rockefeller veel bezig met deze oorlog.
Door zijn energieke aanpak, en ook voor termijnpolitiek, is het Rockefeller gelukt om verschillende nationale en internationale bedrijven te trekken naar zijn thuisstaat.
Rockefeller was een van de politici die marteling publiekelijk veroordeelde. Tegelijkertijd was hij een van de twee Democraten in het Congres die werden ingelicht over ondervragingstechnieken van de CIA ten opzichte van terreurverdachten, zoals waterboarding. Daarnaast stemde Rockeffeler in september 2008 in met een wet waarbij de habeas corpus voor "onwettige strijders" werd opgeschort, waardoor zij hun opsluiting niet langer bij de rechtbank konden aanvechten. Ook gaf het immuniteit aan overheidsfunctionarissen die martelingen begingen, of daar bevel toe gaven. Het gaf de president toestemming om toegestane ondervragingstechnieken vast te stellen, en de Geneefse Conventies te interpreteren.